# Hippopotamyrus psittacus
Hippopotamyrus psittacus är en fiskart som först beskrevs av Boulenger, 1897.  Hippopotamyrus psittacus ingår i släktet Hippopotamyrus och familjen Mormyridae. IUCN kategoriserar arten globalt som livskraftig. Inga underarter finns listade i Catalogue of Life.